# 安東尼·戈德布盧姆
安東尼·戈德布盧姆（英語：Anthony Goldbloom；1983年6月23日—），Kaggle的創辦人與執行長。Kaggle為資料科學的比賽平台，為NASA、維基百科福特和勤業眾信，建立預測模型，解決許多實際遇到的問題。 Kaggle影響的領域相當廣泛，包括暗物质 和 愛滋病毒研究。
Kaggle 在2010年2月啟動後，已受到許多媒体的關注，尤其是當它得到由Khosla創投和Index創投領投的1125萬美金的A輪投資時。
安東尼·戈德布盧姆成為《福布斯杂志》30位在科技界30歲以下的創新人士 、被Fast Company 、《悉尼先驱晨报》上"誰是下一位明日之星?"專欄的專訪。 他也常被《纽约时报]》、《华尔街日报》、 英國獨立報引用發言，也曾出现在知名的科学性電視節目《催化剂》中。

## 背景
安東尼·戈德布盧姆出生於澳洲墨爾本，極佳的成績於墨尔本大学畢業，取得经济学和计量经济学的學位。 在高中，安東尼·戈德布盧姆代表澳大利亚參加划船比賽，也參加了2001年在雪梨舉辦的世界锦标赛。成為一位训练有素的经济学家後，安東尼·戈德布盧姆开始他的职业生涯，他在澳大利亚的财政部研究財務模型，之後轉到澳大利亚储备银行的研究部門工作。
Kaggle背後最核心的想法，是當他在倫敦的经济学人工作時所浮現的，當時，他被要求写一篇关于"大數據"這個新興領域的文章。
安東尼·戈德布盧姆目前與他的妻子住在加州舊金山，Kaggle的總部目前也設在這裡。